# 中田喜子
中田 喜子（なかだ よしこ、1953年〈昭和28年〉11月22日 - ）は、日本の女優。本名：山崎 喜子。
東京都中央区新富町出身。麹町学園女子高等学校卒業。所属事務所はプロ方舟、オフィスまとばを経て、ホリプロ・ブッキング・エージェンシー所属となった。
身長155cm。B80cm、W58cm、H86cm（1974年1月）。血液型はA型。

## 略歴
築地の蒲鉾等の加工品の仲買（昔は製造もしていた）「増田屋」の娘として誕生。5人姉妹の末っ子（一番上の姉とは8歳〜9歳差）で、長姉・2番目の姉が双子。3番目の姉は宝塚歌劇団に所属していた京かおるである。
1971年、クラウンレコードから歌手デビュー。
1972年、テレビドラマ（時代劇）『お祭り銀次捕物帳』でデビュー。
特撮ドラマ『仮面ライダー』へのレギュラー出演などを経た後、1974年の昼の帯ドラマ『やっちゃば育ち』（TBS系列）でヒロイン役に抜擢。
石井ふく子・橋田壽賀子両氏の作品には多く出演しており、特に1990年から放送が始まったドラマ『渡る世間は鬼ばかり』（以下、『渡鬼』）シリーズ（連続ドラマ及び単発のスペシャルドラマ）の三女・文子役は、足掛け20数年に渡って演じた。
1995年には、橋田の自伝的小説を原作としたドラマ『春よ、来い』において、体調不良により途中降板した安田成美に替わって主役を務めた。
1993年には舞台『御いのち』で第19回菊田一夫演劇賞を受賞した。
女優業以外では1979年4月から1988年3月までの9年間、クイズ番組『連想ゲーム』（NHK総合）での紅組5代目キャプテンとしても長く親しまれた。
また、DIYの達人としても知られ、UR都市機構「中田喜子プロデュース・模様替えプロジェクト」を実践している。また、DIYの著書に『女優・中田喜子のDIY 手作り模様替え工房』がある。

## エピソード

### 子供時代
生家は木造3階建ての一軒家で、子供の頃は祖父母、両親、5人姉妹、住み込みの2人のお手伝いという大所帯で暮らしていた。幼い頃から笑うことが好きだったという。母の趣味が日本舞踊だったことから、6歳から高校生の頃まで日本舞踊を習っていた。
高校生の頃、日活のテレビ部が作った養成所に所属し、1年間ほどそこに日曜日だけ通いながら女優活動を始めた。色々とテレビの仕事をもらって出演したが、撮影のために学校を休まざるを得ない状況になってしまい、その後学業に専念するため一旦養成所を辞めた。高校卒業後、改めて芸能事務所に所属して女優として本格的にデビューした。

### 『渡る世間は鬼ばかり』
ドラマ『渡鬼』の文子役でのレギュラー出演は、過去に初主演した民放の朝ドラ（詳細は不明）をたまたま石井ふく子が視聴し、後日石井から本作の出演を依頼されたことから決まった。後年石井に文子役での起用理由を尋ねると以下の答えが返ってきた。「文子役は高学歴で隙のないキャリアウーマンで、“中田喜子”という人には日常生活に隙がないように見えたから、きっと文子役ができると思った」。
ただし中田自身は「普段の私は、隙がないとか全然そんなことないです」と否定しており、「文子役をどう演じるか悩み、役の気持ちなどをつかむまで少し時間がかかりました」としている。また、『渡鬼』シリーズではしばらくの間、文子がアルツハイマーの義母を介護する期間があったが、当時は視聴者からよく「介護大変ね。頑張ってね」と声をかけられたという。

## 人物
長女、次女であった2人の姉たちの結婚相手が嫁ぎ先の長男であったため、三女であった元宝塚の姉、京かおるが家業を継いだ。
1979年、25歳のとき、CMの仕事で知り合った12歳年上の広告制作会社社長と結婚したが、2007年に離婚。
世間で「笑いは健康に良い」と言われることを踏まえて、一人暮らしをするようになってから一種の笑いヨガを日常生活に取り入れている。毎朝洗面所で洗顔をしたあと、鏡に向かって5分ほど声を出して”独り笑い”をし、笑顔の練習をしている。また、帰宅後などに「今日は笑っていないな」と思った日には気持ちを明るくする意味でも、洗顔をしてから化粧水と乳液をつける時に上記と同じく独り笑いをしている。
また上記に絡んで、毎晩フロに入ったとき湯船に浸りながら、50音の「あ行」から「わ行」までゆっくり発音するという方法で顔の筋肉の運動も行っている。
食生活で気をつけていることは、塩分や糖分の摂りすぎ予防のため、朝食時はできるだけ味付けなし（ドレッシングや塩コショウなど）で食べている。また、、野菜をたっぷり食べることも心がけている。
舞台をしていたときバックしてきた車に右足の足首をひかれ、亜脱臼してしまった。外科で痛み止めを注射してもらい、整骨院で骨を入れてもらい、翌日の舞台には穴を開けることなく出たという。
趣味は20代から始めたD.I.Y.で、プロ級の腕前であり、「元祖D.I.Y.の女王」と呼ばれている。D.I.Y.を始めたきっかけは、とある仕事でドイツに行った時、若い夫婦が自分たちでリノベーションした家（ドイツでは日曜大工が非常に盛ん）を撮影させてもらったこと。これに影響を受け、帰国後に自宅の壁紙を自分で貼ったのを皮切りにD.I.Y.に惹かれていった。以降壁のペイント・壁紙の張り替え・ふすまの張り替え・椅子作り・椅子の張り替え・飾り窓の取り付け・パーテーション作り・ベッドのソファーへのチェンジ等を、自分でやっている。「達成感があってストレス解消になる」とのこと。ある時、D.I.Y.を急いでやると心身ともに疲れてしまうことに気づき、以降D.I.Y.をやる時は作業途中であっても1週間くらい休みを挟むなどし、ゆっくりマイペースで行うようにしている。D.I.Y.の参考にするために、建築中の家を見に行って、職人にいろいろ質問したこともある。毎年幕張メッセで3日間開催される「D.I.Y.ショー」にも、自分で作った作品を出品している。2015年2月には、昭和40年代に造られた古い団地である東京・高島平団地を、団地の主婦3人とコラボして、自らのプロデュースによりリノベーションした。D.I.Y.のやり方の本も出版している。
特技は日本舞踊。先述の通り子供の頃から日舞をやる上で、自分で着物の着付けや裾（すそ）さばきが自然と身についた。これはその後女優業をやる上で一番役に立ったことだという。
趣味は俳句で、始めたきっかけはバラエティ番組『プレバト!!』に出演したこと。また同番組では2018年12月の名人・特待生だけの俳句タイトル戦において、「カリブ海の仕事をキャンセルしてまで、俳句にかけた」と語っている。2022年7月21日の俳句タイトル戦・炎帝戦において初優勝を果たした。2024年3月7日の俳句特待生・名人一斉昇格試験において、名人10段に昇格した。

## 受賞歴
- 第30回橋田賞（2022年）[12]

## 作品

### シングル
EP
- 白い汽車（1971年　CROWN）

作詞：星野哲郎／作曲：小杉仁三／編曲：小杉仁三
（c/w　初恋）

### アルバム
LP
- 白い汽車（1971年5月25日　CROWN）

CD
- 白い汽車（2007年3月3日　BRIDGE INC. BRIDGE-092） CROWN名盤紙ジャケ復刻シリーズ。初CD化。

## 出演

### テレビドラマ

#### NHK
- 連続テレビ小説（総合）
  - おはようさん（1975年） - 殿村彩子 役
  - 春よ、来い（1995年） - 高倉春希 役
- 銀河テレビ小説（総合）
  - 女の顔（1976年） - 塚田和子 役
  - 総務部総務課山口六平太（1988年） - 宮本桃子 役
- 土曜ドラマ（総合）
  - 離婚（1980年） - 春子 役
  - 希望（1982年） - 上条陽子 役
  - ときめき宣言（1989年） - 雪江 役
- 忍の一字（1985年3月23日、総合） - 胡蝶 役
- 大河ドラマ（総合）
  - 春日局（1989年） - 鷹司孝子 役
  - 八代将軍吉宗（1995年） - 右衛門佐 役
- ドラマ10 / 聖女（2014年、総合） - 千倉文江
- キャロリング〜クリスマスの奇跡〜（2014年、BSP） - 西山英代
- 阿佐ヶ谷姉妹ののほほんふたり暮らし（2021年11月8日 - 、総合） - 木村みず江 役
- 正直不動産 第7話（2022年5月17日、総合） - 藤崎芳恵 役
- つまらない住宅地のすべての家（2022年10月10日 - 11月16日、総合） - 笠原えつ子 役

#### 日本テレビ系
- 太陽にほえろ!
  - 第73話「真夜中に愛の歌を」（1973年） - 坂本洋子
  - 第194話「兄妹」（1976年） - 島京子
  - 第282話「婚約指輪」（1977年） - 島京子
- 唖侍鬼一法眼 第6話「血風峠」（1973年）
- 土曜日の女シリーズ「女子高校生殺人事件」（1974年） - 宮崎令子
- 渇愛（1976年） - 高辻志紀子
- グランド劇場 / 八丁目のダメ親父!カンナ・トンカチ・キリキリ舞い（1976年） - 小杉里子（長女）
- 暖流（1976 - 1977年）
- いろはの"い"（1976 - 1977年） - 鬼頭のり子
- 今はバラ色が好き（1977 - 1978年） - 浜野由紀子
- 木曜ゴールデンドラマ / 千羽鶴幻想（1984年8月9日、よみうりテレビ） - 沢田道子
- 金曜劇場 / ニッポン親不孝物語 （1985年） - 柏木康子
- なんて素敵にジャパネスク （1986年） - 小萩
- 太陽の犬 （1988年） - 江藤久江
- 花らんまん（1988年） - ナレーション
- 八百八町夢日記（1991 - 1992年） - おつや
- ゆとりですがなにか（2016年） - 坂間和代
- 火曜サスペンス劇場
  - 臨床心理士 第7作（2002年） - 福山郁子
  - 弁護士・高林鮎子 第30作「やまびこ6号・十和田湖に泣く女」（2002年） - 三浦由紀
  - 刑事・鬼貫八郎 第18作「真夜中の乗客」（2005年） - 桜木今日子

#### TBS系
- なんたって18歳! 第28話「まどかちゃんがいっぱい」（1972年、大映テレビ）
- 必殺仕置人 第17話「恋情すてて死の願い」（1973年、ABC / 松竹） - お鈴
- 風の中のあいつ 第3話「初旅の詩」（1973年、渡辺企画）
- ウルトラシリーズ
  - ウルトラマンA 第44話「節分怪談・光る豆」（1973年） - 敬愛園の先生
  - ウルトラマンタロウ 第22話「子連れ怪獣の怒り!」（1973年） - 藤波優子[注釈 6]
- ポーラテレビ小説 / やっちゃば育ち（1974年） - 島村タエ ※本格的デビュー作
- あたしのものよ（1974年 - 1975年）- 野尻玉緒
- フライパンの唄（1975 - 1976年） - 松川容子 役
- 夜明けの刑事 第18話「ウェディングドレスの秘密」（1975年、大映テレビ）
- 東芝日曜劇場→日曜劇場
  - 「台所のおと」（1975年）
  - 「雨傘」（1976年）
  - 「ぼくの妹にシリーズ」（1976年 - 1984年）
  - 「愛してます」（1977年）
  - 女たちの忠臣蔵 （1979年） - みち 役
  - 夢の鐘（1982年12月19日、中部日本放送） - 井村留子 役
  - 「うさぎ、はねた!」（1984年、中部日本放送）
  - サマーレスキュー〜天空の診療所〜（2012年） - 速水悦子 役
  - おやじの背中 （2014年） - 岡宮芳子 役
- 寿の日（1975年）
- 岸辺のアルバム （1977年） - 田島律子 役
- 木曜座
  - 華やかな孤独 （1978年）
- 道（1978 - 1979年） - 伊和田周子 役
- 男なら!（1979年） - 中山みき 役
- 愛（1979 - 1980年） - 司代朝子 役
- 金曜ドラマ
  - 幸福（1980年） - 倉田素子 役
  - ちょっと神様 （1982年） - 有田勢子 役
- 出逢い （1981年） - 一色勇子 役
- ああ離婚 （1982年）
- 出逢い・めぐり逢い （1983年） - 一色勇子 役
- 花王 愛の劇場
  - その時、妻は（1984年）
  - 女に生まれて（1988年）
  - ひとり家族（1994年）
- 一家だんらん物語 （1986年） - 美津子 役
- 忠臣蔵・いのちの刻（1988年） - 女船頭・かよ 役
- 愛に燃える戦国の女（1988年） - 侍女・梢 役
- 渡る世間は鬼ばかり（1990 - 2019年） - 高橋（岡倉）文子 役
- 月曜ドラマスペシャル→月曜ゴールデン
  - 松本清張作家活動40周年記念・西郷札（1991年） - 樋村さい 役
  - テキ屋の信ちゃん 第1作「初恋純情編」（1991年）
  - 狩矢警部シリーズ 第12作（2012年） - 若林美湖 役
- デパート!夏物語（1991年） - 松田夫人 役
- 源氏物語 上の巻・下の巻（1991 - 1992年） - 女房・なづな 役
- 暴力団御用達プリズンホテル （1993年）
- 校長がかわれば学校が変わる!（1997年・1998年）
- 明るいほうへ 明るいほうへ（2001年） - 上山ミチ 役
- 水曜プレミア 怒る相談室長 大岡多聞の事件日誌!（2005年） - 大岡さくら 役
- 横山秀夫サスペンス「真相」（2005年5月2日） - 篠田美津子 役
- 松本清張ドラマスペシャル・波の塔 （2006年） - 田沢美子 役
- 木曜ドラマ9 / あぽやん〜走る国際空港 （2013年） - オオマエミツヨ 役
- ひとりぼっち -人と人をつなぐ愛の物語-（2023年4月9日） - 高橋文子 役[14]

#### フジテレビ系
- 剣道一本!（1972年）
- お祭り銀次捕物帳（1972年）
- ミラーマン 第43話「打倒! 異次元幽霊怪獣ゴースト」（1972年） - 田宮冬子
- ふたりは夫婦 第14話「こいつァ春から」（1975年）
- 水曜ドラマシリーズ / 女の足音（1976年）
- 銭形平次 第617話「おゆき」（1978年）
- 汽笛が響く!（1978年） - 泉谷信子
- スペイン子連れ留学（1980年） - 綾子
- 嫁がず、出もどり、小姑（1981 - 1982年） - 古山八重子
- 親戚たち （1985年） - 楠木百合子
- 花王名人劇場 / 春山課長三十六歳（1985年 - 1986年、関西テレビ）
- このこ誰の子? （1986年 - 1987年） - 新藤百合
- 昭和16年の敗戦（1991年） - 久保山久子
- 花王ファミリースペシャル / 千代の富士物語（1991年、関西テレビ） - 杉村光恵
  - 第2部 青春篇（1992）
  - 第3部 栄光への道（1992）
- 世にも奇妙な物語「おやじ」（1992年）
- 土曜プレミアム
  - 千の風になって ドラマスペシャル 第5弾（2008年） - 酒井桃子
  - 最後の絆 沖縄・引き裂かれた兄弟 〜鉄血勤皇隊と日系アメリカ兵の真相〜（2011年） - 山入端栄子
- 金曜プレステージ
  - ホストの女房（2009年） - 藤崎多恵子
  - 外科医 鳩村周五郎 第11作（2013年） - 谷山邦子
  - 淋しい狩人（2013年） - 安達侑子 役
- 霧に棲む悪魔（2011年、東海テレビ） - 蓮見依子 役
- その女、ジルバ（2021年、東海テレビ） - エリー（花富屋敷衿子） 役
- ラジエーションハウスⅡ〜放射線科の診断レポート〜 第4話（2021年10月25日） - 黒羽るり子 役
- 僕の大好きな妻!（2022年） - 宮野森楓 役[15]
- 魔法のリノベ（2022年） - 山田さん 役

#### テレビ朝日系
- 仮面ライダー 第70話「怪人エレキボタル 火の玉攻撃!!」 - 第98話「ゲルショッカー全滅! 首領の最後!!」（1972年 - 1973年、毎日放送 / 東映） - ヨッコ
- 荒野の素浪人 第1シリーズ 第54話「銃撃 地獄の用心棒」（1973年） - 村の娘
- 遠山の金さん捕物帳 第167話「半次が慕い続けた女」（1973年） - お蝶
- いただき勘兵衛 旅を行く 第3話「花も実もない奴だとさ」（1973年）
- 荒野の用心棒 第30話「死神の刃は闇を裂いて…」（1973年、NET / 三船プロ） - おしの
- ゴールデン劇場 / 頓珍館おやじ（1980年） - 綾小路小夜
- 土曜ワイド劇場
  - 家政婦は見た! 第6作「東京-ニューヨーク 超高層ビル買占め、名門出の若妻の危険な秘密（1988年） - 百武百合子
  - 事件 第12作「夫殺しを自白した女 妻と愛人の間に秘密の絆?」（2006年） - 弓丘奈緒子
  - 100の資格を持つ女〜ふたりのバツイチ殺人捜査〜 第6作（2012年） - 北村綾子
  - 人類学者・岬久美子の殺人鑑定 第5作（2014年） - 最上華枝
  - 女たちの特捜最前線〜警察食堂極秘会議（2015年） - 如月真弓
  - 広域警察 第7作（2016年） - 室田咲子
- 若大将天下ご免! （1987年） - 弥生
- 弟 （2004年） - 石原典子
- 夫婦（2006年） - 北川杏子
- 家族〜妻の不在・夫の存在〜（2006年） - 佐伯加奈子
- おみやさん 第5シリーズ 最終話第1部（2006年12月14日） - 木本百合子
- 新・京都迷宮案内（2008年） - 田中弘子
- 霊能力者 小田霧響子の嘘（2010年） - 瀬川由美
- 捜査地図の女（2012年） - 一条典子
- 最強のふたり〜京都府警 特別捜査班〜（2015年） - 古川トシコ
- 警視庁・捜査一課長（2017年） - 村瀬香織
- 日曜ワイド / おかしな刑事 第16作（2017年7月30日） - 栗原綾 役
- ドクターX〜外科医・大門未知子〜（2017年） - 伊東不二子
- 日曜プライム / 終着駅シリーズ 第33作「ガラスの密室」（2018年） - 原江梨子
- 科捜研の女
  - 科捜研の女 SEASON 19 第5話「50年前から来た客」（2019年5月16日） - 及川さくら
  - 科捜研の女 Season23 最終話（2023年10月4日） - 真知子[16]
- 刑事7人 season7 第7話（2021年9月1日） - 鈴木幸子 役[17]
- 特捜9 season7 第8話（2024年5月22日、テレビ朝日） - 佐々木敏江 役[18]

#### テレビ東京系
- プレイガール
  - 第171話「勢揃いやわ肌仁義」（1972年）
  - 第208話「高校生芸者殺人事件」（1973年） - 典子
  - 第215話「港町の風俗巡査」（1973年） - 奥田光子
  - 第226話「さすらいの逃亡者」（1973年） - 中谷章子
- 旅人異三郎（1973年） - お孝
- ドラマ女の手記 / 極道の妻・体張ります（1987年）
- 12時間超ワイドドラマ / 風雲江戸城 怒涛の将軍徳川家光（1987年） - 鷹司孝子
- 水曜ミステリー9
  - 指紋捜査官・塚原宇平の神業（2005年 - ） - 塚原佐代子
  - 軽井沢駐在犬日誌（2015年） - 沢田美紀子
- 三匹のおっさん〜正義の味方、見参!!〜（2014年 - ） - 清田芳江
- 三匹のおっさん スペシャル〜正義の味方、史上最大、最後の戦い!…かも?〜（新春ドラマ特別企画）（2018年）

#### WOWOW
- 連続ドラマW
  - 幻夜（2010年） - 西崎貴仁の母
  - 翳りゆく夏（2015年） - 大槻綾子
  - 誤断（2015年） - 安城奈津子

### 映画
- 修羅雪姫（1973年） - 竹村小笛
- 太陽は泣かない（1976年）
- 泣きながら笑う日（1976年）
- まってました転校生!（1985年）
- 花いちもんめ（1985年） - 飯塚友子
- 華の乱（1988年） - 山川登美子
- ハラスのいた日々（1989年）
- いちげんさん（2000年） - 中村百合子
- ロストクライム -閃光-（2010年） - 滝口俊江
- 風の色（2018年） - 川口かなえ[19]
- ゆとりですがなにか インターナショナル（2023年） - 坂間和代[20]
- サラリーマン金太郎【魁】編（2025年） - フユ[21]

### 舞台
- 喜劇・離婚
- 御いのち
- エドの舞踏会
- 阿修羅のごとく
- おんな太閤記
- 晩秋（2009年、明治座）
- 三婆（2010年、新橋演舞場）
- 女たちの忠臣蔵（2012年、明治座）

### バラエティ番組
- 連想ゲーム（1979年4月 - 1988年3月、NHK総合） - 5代目紅組キャプテン
- クイズまるごと大集合（TBS）
- クイズ どんなMONだい?!（日本テレビ）
- スーパー知恵MON（TBS） - 金曜レギュラー
- くりぃむクイズ ミラクル9（テレビ朝日） - 不定期出演
- プレバト!!（毎日放送） - 準レギュラー（俳句・名人10段）
- 林修のニッポンドリル (フジテレビ) - 不定期出演
- クイズ！丸をつけるだけ（2022年8月23日、NHK総合） - 解答者[22]

### 情報番組
- 真相究明!噂のファイル（テレビ朝日）

### CM
- ロッテ（中学生時代にチョコレートなどのCMに多数出演）
- 不二家（クリスマスケーキ、スコッチケーキ他）
- キング醸造 日の出みりん（1980年代）
- ライオン（バネットライオン、1981年頃）
- サンウェーブ工業
- そごう
- KDDI
- ベスト電器
- 大正製薬（総合感冒薬「パブロン」、殺虫剤「ワイパアエースゾル(大正殺虫ゾル)」）
- 日本リーバ（合成洗剤「サーフII」）
- 世田谷自然食品(「グルコサミン」)

## 著書
- 『キッチンばさみでお魚ごはん』(小学館実用シリーズlady bird. マフィンおかずcooking), 1997.10
- 『女優・中田喜子のDIY手作り模様替え工房』アップオン, 2012.7